# Grabaciones de Billie Holiday
En este artículo se muestra una lista de todas las grabaciones sonoras de Billie Holiday, ordenadas cronológicamente según su distribución original, en discos de Vinilo de 78 RPM inicialmente y finalmente LP de 12 pulgadas (12" LP).
Las grabaciones fueron propiedad, originalmente, de Brunswick Records, Vocalion Records, Bluebird Records, Okeh Records, Harmony Records, Capitol Records, Commodore Records, Decca Records, Aladdin Records, Mercury Records, Clef Records, Atlantic Records, Metro-Goldwyn-Mayer y Columbia Records.
Estas grabaciones serían posteriormente reeditadas, reagrupadas y remasterizadas en distintas colecciones para distintos soportes sonoros como CD y LP. 

## Organización
Cronológicamente toda la música es agrupable en sesiones de grabación. En tales sesiones se graba una o varias pistas, algunas son consideradas legítimas y otras son erróneas o incompletas y no se incluyen aquí. En esta lista se sigue el orden de publicación comercial de los discos.
La definición de los discos se hace ateniendo a la etiqueta (o label) original de tal grabación en la secuencia (sello identificación). Los LP tienen un título alternativo usado para la presentación comercial, pero siguen conservando un número de catálogo de identificación único. 
Cada pista posee además un identificador único o matriz, impreso en la planta de fabricación, que proporciona información adicional sobre circunstancias concretas de la edición. Es una secuencia alfanumérica, en ocasiones exclusivamente numérica (p, ej. B 20913-1).

### Formato gramofónico e historia
Las primeras pistas, y hasta 1951, fueron editadas en formato Vinilo a 78 revoluciones por minuto, el estándar de grabaciones de alta calidad de la época. Este sería reemplazado intermitentemente en febrero de 1951 con un LP de 10 pulgadas y más tarde, en 1955 con un LP de 12 pulgadas, ya de forma definitiva. 
La primera grabación sería del sello Columbia en 1933, Columbia 2856D, y la última del sello Coral en 1975, ya tras la muerte de Billie, para la publicación de 4 pistas no publicadas inicialmente. Metro-Goldwyn-Mayer publicaría en 1959 bajo el título Last Recording las últimas 12 pistas legítimas grabadas por Billie en su vida, justo tras Violets For Your Furs de Lady In Satin hasta Baby, Won't You Please Come Home ?
Los formatos usados son:
1. Vinilo a 78 rpm (de 1933 a 1951)
2. Vinilo a 48 rpm (de 1952 a 1954)
3. LP 10'' (1951, 1954
4. LP 12'' (de 1955 a 1975)

### Grabaciones por sellos discográficos
Se refleja el sello original de cada vinilo o LP, independientemente de las absorciones y fusiones empresariales. Algunos sellos han desaparecido. Se indican las fechas de las grabaciones originales pero se sigue el orden de publicación de cada uno de los títulos de modo que, aunque el último publicado fuera 622125 AK: Big Stuff de MCA , el último grabado es MGM E3764: Last Recording de MGM, aunque publicado antes.
1. Columbia. 27 del 11 de 1933 (Columbia 2856D) 20 del 02 de 1958 (1940s - The Singers).
2. Brunswick. 02 del 07de 1935 (Brunswick 7498) a 30 de 01 del 1939 (Brunswick 8319).
3. Vocalion. 10 del 07 de 1936 (Vocalion 3276) a 29 del 02 de 1940 (Vocalion 5481).
4. OKeh. 07 del 06 de 1940 (OKeh 5719) a 09 del 05 de 1941 (OKeh 6451)
5. Harmony. 10 del 02 de 1942 (Harmony 1075).
6. Capitol. 12 del 06 de 1942 (Capitol 116)
7. Commodore. 20 del 04 de 1939 (Commodore 526) a 08 del 04 de 1944 (Commodore 614)
8. Decca. 04 del 10 de 1944 (Decca 23391) a 27 del 12 de 1946 (Decca DL 8701)
9. Alladin. 29 del 04 de 1951 (Alladin 3094 & 3102).
10. Mercury. 21 del 04 de 1952 (Mercury 89002) a 27 del 07 de 1952 (Mercury 89037)
11. Clef. 24 del 04 de 1952 (Clef 89064) a 06 del 06 de 1956 (Clef MGC 721).
12. Verve. 03 del 01 de 1957 (Verve MGV 8197) a 03 del 09 de 1954 (Verve VE2 2515: Stormy Blues)
13. MGM. 03 del 03 de 1959 (MGM E3764: Last Recording).
14. Atlantic. 08 del 04 de 1944 (Atlantic 1614: Strange Fruit).
15. MCA. 08 del 11 de 1944 (622125 AK: Big Stuff).

### Estándares y compositores
Los compositores de los estándares interpretados por Billie Holiday son:
1. Cole Porter
  1. Night And Day
  2. Let’s Do It
  3. What Is This Thing Called Love?
  4. Easy To Love
  5. Love For Sale
  6. I Get A Kick Out Of You
  7. Just One Of Those Things
  8. All Of You
2. Irving Berlin
  1. He Ain’t Got Rhythm
  2. This Year Kisses
  3. Remember
  4. How Deep Is The Ocean
  5. I’ve Got My Love To Keep Me Warm
  6. Always
  7. Isn’t This A Lovely Day?
  8. Cheek To Cheek
  9. Say It Isn’t So
3. George Gershwin
  1. Summertime
  2. Nice Work If You Can Get It
  3. Things Are Looking Up
  4. The Man I Love
  5. Porgy
  6. A Foggy Day
  7. But Not For Me
  8. Our Love Is Here To Stay
  9. They Can't Take That Away From Me
  10. Embraceable You
  11. Let's Call The Whole Thing Off
4. Harold Arlen
  1. Stormy Weather
  2. Come Rain Or Come Shin
  3. I Gotta Right To Sing The Blues
  4. Ill Wind
  5. One For My Baby
5. Vernon Duke
  1. I Can’t Get Started
  2. Autumn In New York
  3. April in Paris
6. Richard Rodgers
  1. Blue Moon
  2. I Didn’t Know What Time It Wa
  3. It’s Easy To Remember
  4. Glad To Be Unhappy
  5. You Took Advantage Of Me
7. Duke Ellington
  1. Saddest Tale
  2. Solitude
  3. Prelude To A Kiss
  4. Do Nothin’ Till You Hear From Me
  5. Sophisticated Lady
8. Rube Bloom
  1. Maybe You’ll Be There
  2. I Can’t Face The Music
  3. Day In, Day Out
  4. Don’t Worry ‘Bout Me
9. John Green
  1. You Showed Me The Way
  2. I Cover The Waterfront
  3. I’m Yours
  4. Body And Soul
10. Richard Whiting
  1. Miss Brown To You
  2. Sentimental And Melancholy
  3. Guilty
  4. He’s Funny That Way
  5. Too Marvelous For Words
11. Burton Lane
  1. Guess Who
  2. Says My Heart
  3. I Hear Music
  4. Everything I Have Is Yours

### Nomenclatura instrumental
La nomenclatura instrumental de este artículo se puede resumir en:
1. v: voz
2. arr: arreglo
3. p: piano
4. cl: clarinete (en si bemol generalmente)
5. ts: saxofón tenor
6. as: saxofón alto
7. bs: saxofón bajo
8. tb: trombón
9. g: guitarra
10. tp: trompeta
11. b: bajo
12. d: batería

## 1933

### Columbia 2856D

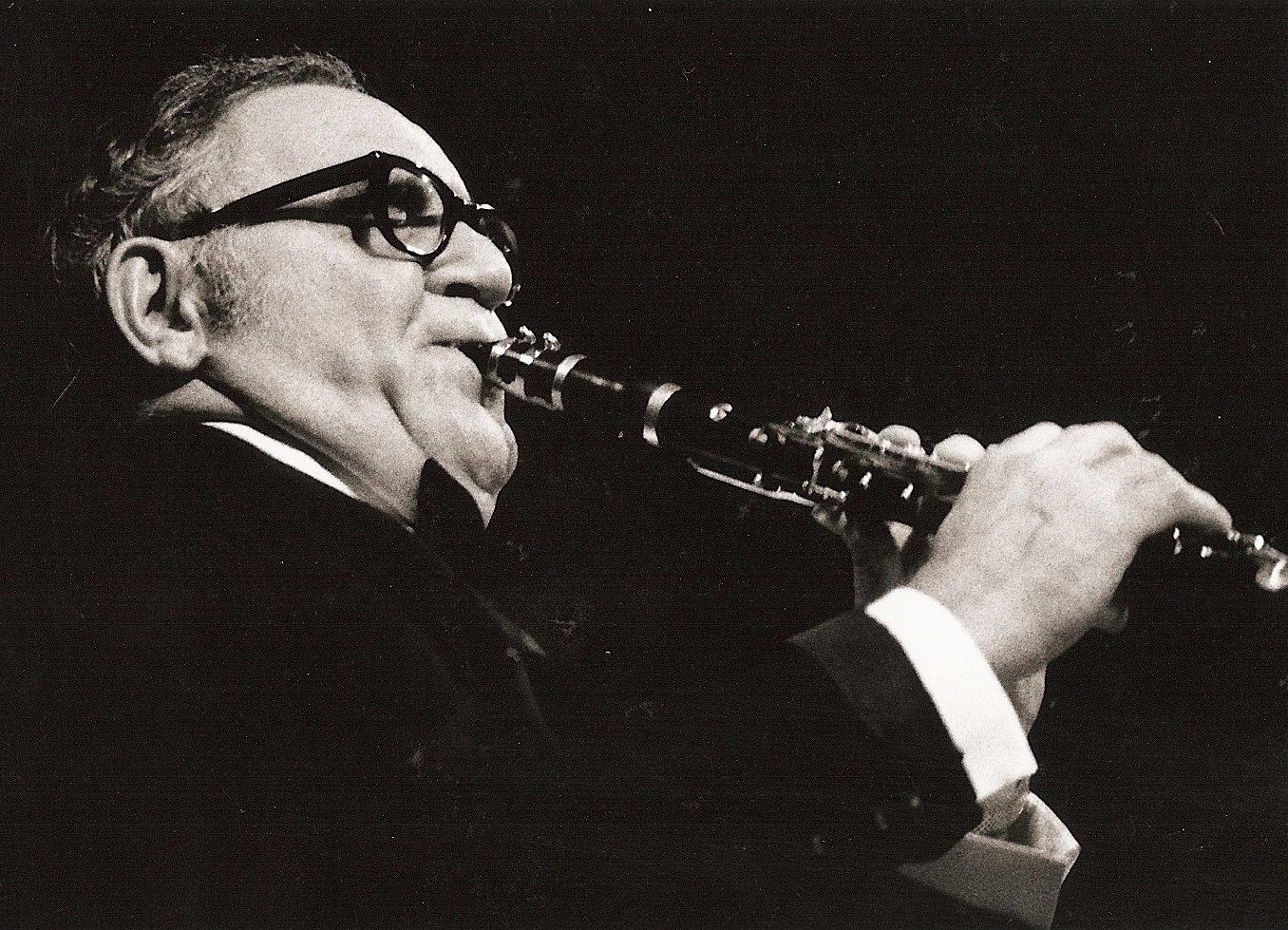
Benny Goodman.

Columbia 2856D es la denominación oficial de la primera grabación sonora de Billie Holiday, junto a Benny Goodman en 1933. Consta de dos pistas en disco de vinilo 78 RPM. El sello es Columbia y la matriz W152568-3.

#### Pistas
Charlie Teagarden, Shirley Clay (trompas), Jack Teagarden, (trombón), Benny Goodman (clarinete) Art Karle (saxo tenor) Buck Washington (piano), Dick McDonough (guitarra), Artie Bernstein (bajo) Gene Krupa, (percusión), Deane Kincaide (arreglo ), Billie Holiday (voz)
1. Your Mother Son-In-Law
2. Tappin' The Barrel (Benny Goodman - pista instrumental)

El 27 de noviembre de 1933 en New York

### Columbia 2867D
Columbia 2856D es la denominación oficial de la segunda grabación sonora de Billie Holiday, junto a Benny Goodman en 1933. Consta de dos pistas en disco de vinilo 78 RPM. El sello es Columbia y la matriz W152650-2.

#### Pistas
Charlie Teagarden, Shirley Clay (trompas), Jack Teagarden, (trombón), Benny Goodman (clarinete) Art Karle (saxo tenor) Buck Washington/Joe Sullivan (piano), Dick McDonough (guitarra), Artie Bernstein (bajo) Gene Krupa, (percusión), Deane Kincaide (arreglo ), Billie Holiday (voz)
1. Riffin’ The Scotch
2. Keep On Doin’ What You’re Doin’ (Benny Goodman - pista instrumental)

El 18 de diciembre de 1933 en New York

## 1935

### Brunswick 7498B

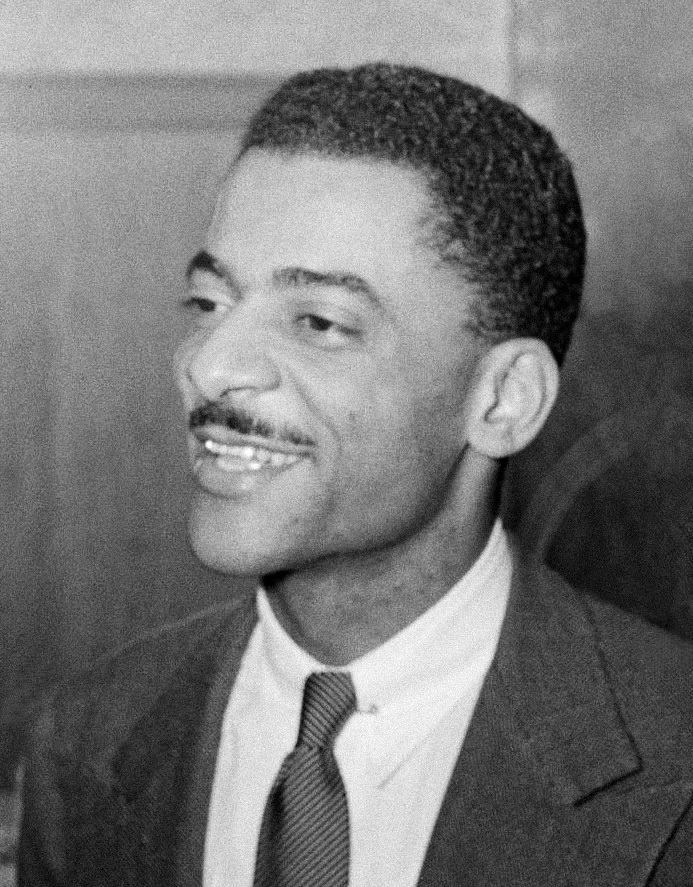
Teddy Wilson siete años después

Brunswick 7498 es la denominación oficial de la tercera grabación sonora de Billie Holiday en 1935. Está compuesta por dos pistas en vinilo 78 RPM.

#### Pistas
Roy Eldridge (tp), Benny Goodman (cl), Ben Webster (ts), Teddy Wilson (p), John Truehart (g), John Kirby (b), Cozy Cole (d), Billie Holiday (v)
1. What A Little Moonlight Can Do  3'01"
2. A Sunbonnet Blue 2'49"

2 de julio de 1935 en Nueva York
Este mismo día se realiza la grabación de dos pistas adicionales (I Wished on the Moon y Miss Brown To You) que compondrán el Brunswick 7501.

#### Contexto
Tras la deliberación de Hammer, se deciden ciertas pistas poco habituales para una cantante negra. SE realiza la primera grabación de Miss Brown to You, una canción compuesta por Rainger, Whiting y Leo Robin. Es de destacar el solo de Wilson al piano y la contribución de Eldridge a la trompa. Goodman no participó en la grabación de A sunbonnet Blue dado que "era tarde para cenar".

### Brunswick 7501
Brunswick 7501 es la denominación oficial de la cuarta grabación sonora de Billie Holiday en 1935. Está compuesta por dos pistas en vinilo 78 RPM. Ese mismo día, anteriormente, se hizo la grabación de dos pistas adicionales que componen el Brunswick 7498B. El número de matriz es B17766-1.

#### Pistas
Roy Eldridge (tp), Benny Goodman (cl), Ben Webster (ts), Teddy Wilson (p), John Truehart (g), John Kirby (b), Cozy Cole (d), Billie Holiday (v)
1. I Wished on the Moon 3'05"
2. Miss Brown To You 2'59"

2 de julio de 1935 en Nueva York

#### Contexto
Es la primera colaboración de Teddy Wilson, al piano, con Billie, para más tarde grabar unas 94 pistas. I Wished on the Moon es un estándar de Jazz compuesto por Ralph Rainger y Dorothy Parker, elegido por Hammond; este mismo estándar sería grabado 3 veces más por Billie (1955, 57 y 58), en contribuciones magistrales. Teddy Wilson realiza una breve introducción y comparte la entrada con Benny Goodman. Estos dos, más tarde, hacen un dueto con Webster. What A Little Moonlight Can Do fue grabada en un tempo más rápido de lo acostumbrado.

### Brunswick 7511
Brunswick 7511 es una grabación sonora de Billie Holiday en 1935. Está compuesta por dos pistas en vinilo 78 RPM. 

#### Pistas
Roy Eldridge (tp), Cecil Scott (cl), Hinton Jefferson (as), Ben Webster (ts), Teddy Wilson (p), Lawrence Lucie (g), John Kirby (b), Cozy Cole (d), Billie Holiday (v)
1. What A Night, What A Moon, What a Girl 2'57"
2. It's Too Hot for Words 2'47"

### Brunswick 7520

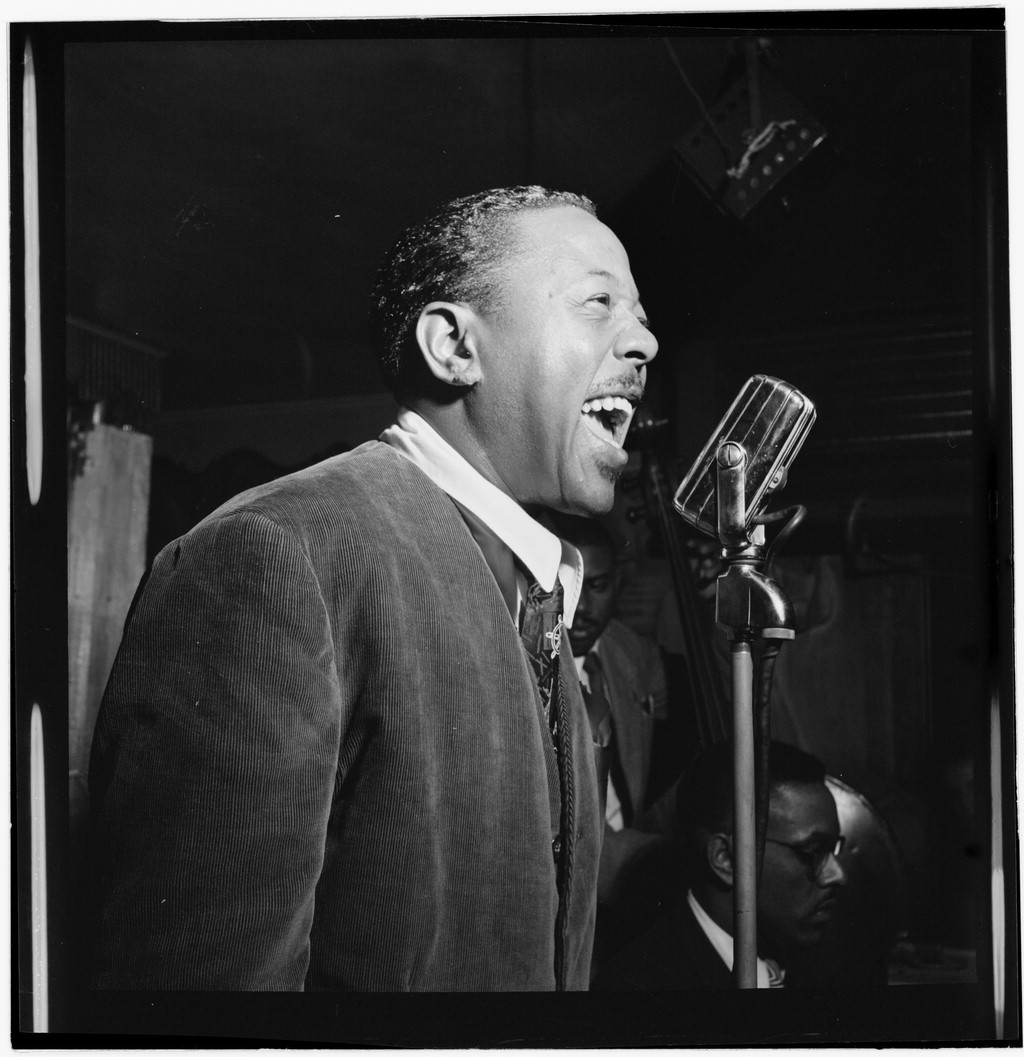
Roy Eldrigde, en 1945.

Brunswick 7520 es una grabación sonora de Billie Holiday en 1935. Está compuesta por dos pistas en vinilo 78 RPM. 

#### Pistas
Roy Eldridge (tp) Cecil Scott (cl) Hinton Jefferson (as) Ben Webster (ts) Teddy Wilson (p) Lawrence Lucie (g) John Kirby (b) Cozy Cole (d) Billie Holiday (v)
1. I'm Painting the Town Red 2'59"
2. Sweet Lorraine (Teddy Wilson - instrumental)

### Brunswick 7550
Brunswick 7550 está compuesta por 2 pistas en vinilo 78 RPM.

#### Pistas
Roy Eldridge (tp) Benny Morton (tb) Chu Berry (ts) Teddy Wilson (p) Dave Barbour (g) John Kirby (b) Cozy Cole (d) Billie Holiday (v)
1. Twenty-Four Hours a Day
2. Yankee Doodle Never Went to Town

25 de octubre de 1935. Nueva York.

#### Contexto
John Kirby grabaría más tarde 41 pistas junto a Billie entre 1935 y 1938. La banda fue reunida por Teddy Wilson.

### Brunswick 7554
Brunswick 7554 está compuesta por 2 pistas en vinilo 78 RPM.

#### Pistas
1. Eeny Meeny Miney Mo
2. If You Were Mine

25 de octubre de 1935. Nueva York (ver disco anterior).

#### Contexto
Este disco contiene las dos pistas adicionales grabadas en la sesión del 25 de octubre, correspondientes a Brunswick 7550. Es de destacar If You Were Mine como una de las grabaciones más notables de Billie hasta la fecha. La introducción de Teddy Wilson sienta el ritmo y el carácter de la grabación para la entrada ulterior de Billie y más tarde, en la parte final, Eldridge, a la trompeta, realiza un solo conclusivo bastante característico. 

### Brunswick 7577
Brunswick 7577 está compuesta por 2 pistas en vinilo 78 RPM. La segunda pista es instrumental. 

#### Pistas
Richard Clarke (tp) Tom Macey (cl) Johnny Hodges (as) Teddy Wilson (p) Dave Barbour (g) Grachan Moncur (b) Cozy Cole (d) Billie Holiday (v)
1. These 'n' That 'n' Those
2. Sugar Plum (Teddy Wilson)

3 de diciembre de 1935. Nueva York.

### Brunswick 7581
Brunswick 7581 está compuesta por 2 pistas en vinilo 78 RPM.

#### Pistas
1. You Let Me Down
2. Spreadin' Rhythm Around

3 de diciembre de 1935. Nueva York (ver grabación anterior).

## 1936

### Brunswick 7612
Brunswick 7612 está compuesta por 2 pistas en vinilo 78 RPM. La segunda pista es instrumental. 

#### Pistas
Gordon ‘Chris’ Griffin (tp) Rudy Powell (cl) Teddy Mc Rae (ts) Teddy Wilson (p) John Truehart (g) Grachan Moncur (b) Cozy Cole (d) Billie Holiday (v)
1. Life Begins When You're in Love
2. Rhythm In My Nursery Rhyme (T. Wilson)

30 de diciembre de 1936. Nueva York. 

### Brunswick 7699, 7702 & 7729

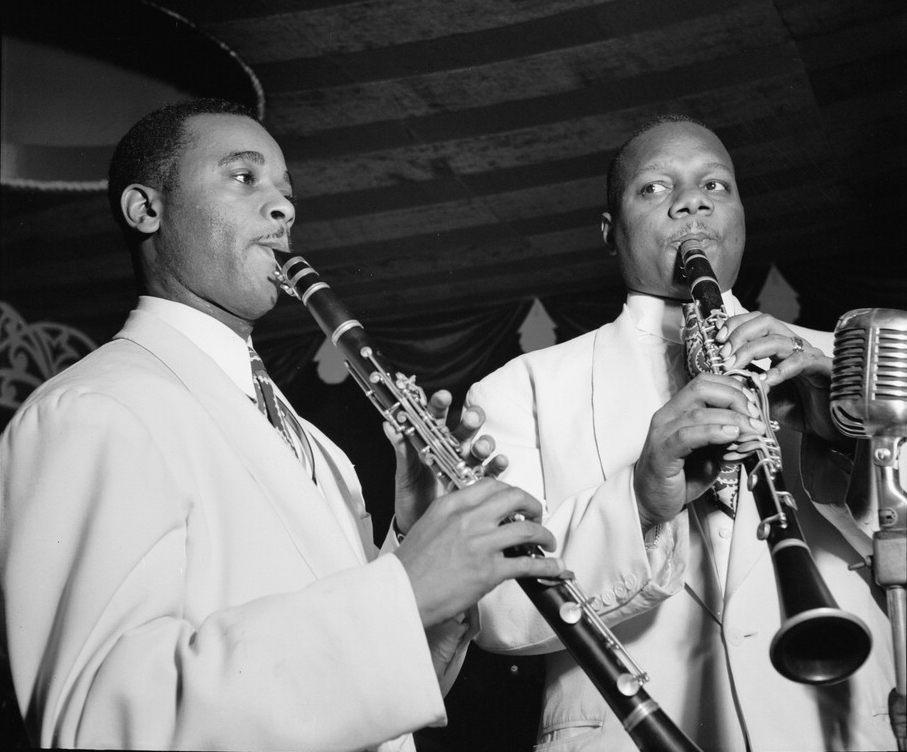
Harry Carney (a la derecha), el saxofonista barítono de esta sesión en 1946, Nueva York.

Brunswick 7612, 7702 y 7729 están compuestas por 2 pistas cada una en vinilo 78 RPM. 

#### Pistas
Jonah Jones (tp) Johnny Hodges (as) Harry Carney (bs) Teddy Wilson (p) Lawrence Lucie (g) John Kirby (b) Cozy Cole (d) Billie Holiday (v)
7699:
1. These Foolish Things
2. Why Do I Lie To Myself (Teddy Wilson)

7702:
1. It's Like Reaching for the Moon
2. Guess Who

7729:
1. I Cried for You
2. My Melancholy Baby (Teddy Wilson)

30 de junio de 1936. Nueva York.

#### Contexto
En esta sesión se graban dos importantes estándares de Jazz: I Cried For You, compuesto por Gus Arnheim, Abe Lyman, y Arthur Freed (poco antes de esta grabación); y These Foolish Things Remind Me of You por Jack Strachey, Harry Link y Eric Maschwitz. Constituyen el más importante legado de Billie hasta la fecha y probablemente una de las dos mejores grabaciones de su carrera. Teddy Wilson se encargó durante este tiempo de reunir a algunos de los mejores músicos de Jazz de toda su historia para formar pequeños y selectos grupos instrumentales, como el saxofonista, trompetista y clarinetista Harry Carney o el trompetista Jonah Jones.
En I Cried for you el saxofonista Johnny Hodges abre el tema de una manera muy peculiar y Carney y Jones lo cierran en un dueto de gran expresión; y en el caso de These Foolish Things, Teddy y Wilson se alternan para dibujar una prolongada introducción tras la cual dan paso a Billie.
I cried for you volvería a ser grabada en 1954 (Clef MGC 161). 

### Vocalion 3276, 3288, 3333 & 3334
Vocalion 3276, 3288, 3333 & 3334 están compuestas por 2 pistas cada una en vinilo 78 RPM. Cada par de discos fueron grabados en una sesión. 

#### Pistas
.

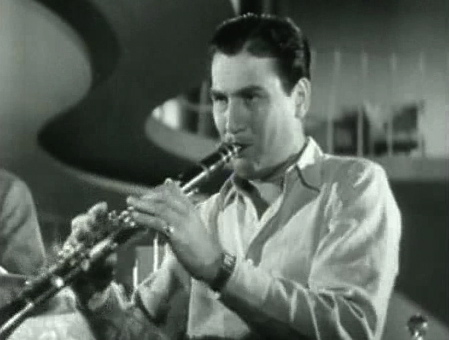
Artie Shaw, el clarinetista de estas dos sesiones, en 1940

Bunny Berigan (tp) Artie Shaw (cl) Joe Bushkin (p) Dick McDonough (g) Arthur ‘Pete’ Peterson (b) Cozy Cole (d) Billie Holiday (v)
3276:
1. Did I Remember ?
2. No Regrets

3288:
1. Summertime
2. Billie's Blues (I Love My Man)

10 de julio de 1936. Nueva York.
3333:
1. A Fine Romance
2. I Can't Pretend

3334:
1. One, Two, Button Your Shoe
2. Let's Call a Heart a Heart

29 de septiembre de 1936. Nueva York.

#### Contexto
Fue la primera sesión grabada por Billie para el sello Vocalion, con Bernie Hanighen como productor. A la primera sesión (del 10 de julio) y para la siguiente, se une el clarinetista Artie Shaw. La mejor grabación de este conjunto es Billie's Blues, una de las canciones y propia composición más interpretadas (que no grabadas, sólo una vez más) por Billie a lo largo de toda su carrera; esta versión sería para Shaw una de sus grabaciones favoritas. Fue compuesta justo antes de la primera sesión. 

### Brunswick 7762, 7768, 7781 & 7789
Brunswick 7762, 7768, 7781 & 7789 están compuestas por 2 pistas cada una en vinilo 78 RPM. Fueron grabados en tres sesiones.

#### Pistas

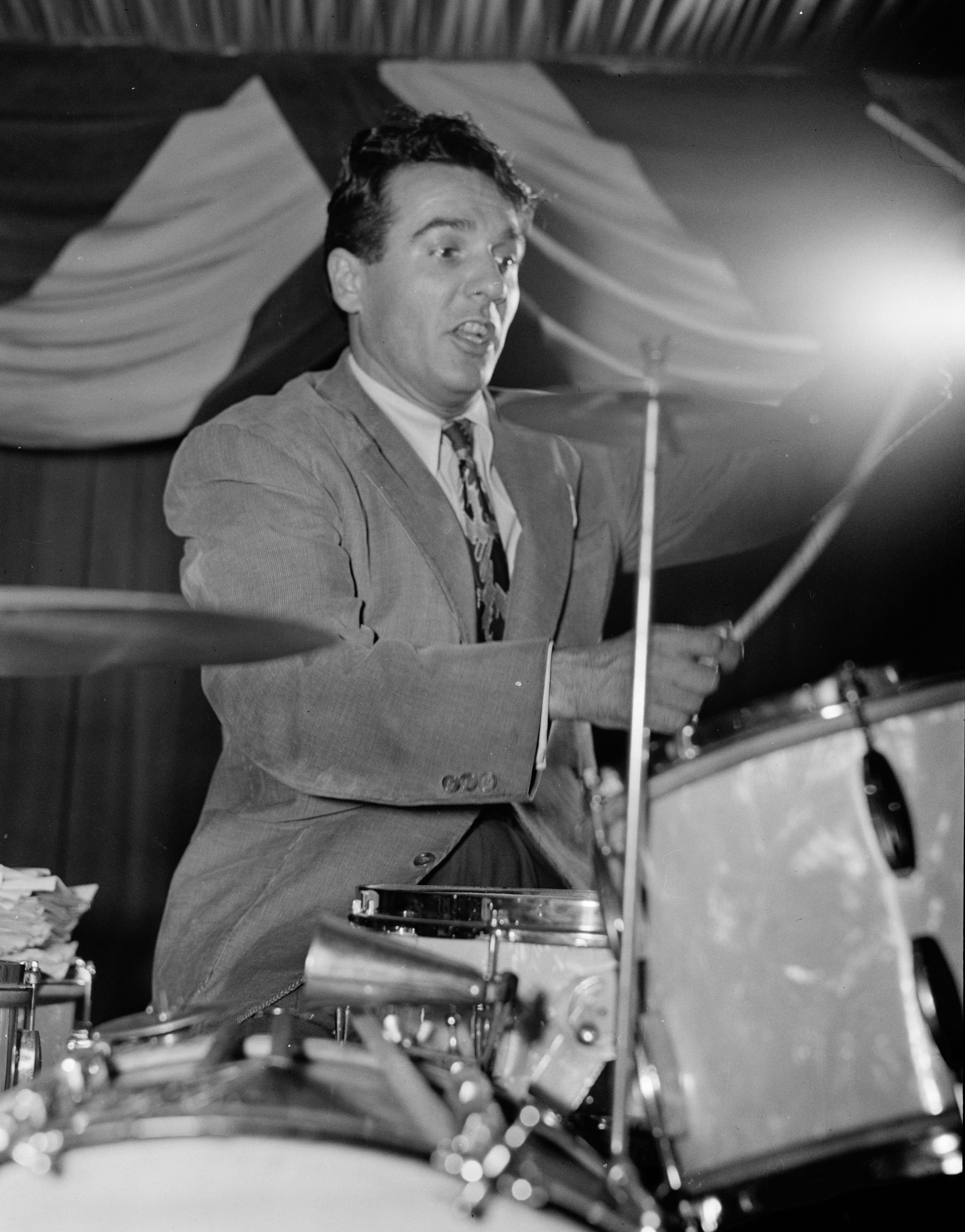
Gene Krupa es el batería que se une como sustituto las dos primeras sesiones

7762: Irving ‘Mouse’ Randolph (tp) Vido Musso (cl) Ben Webster (ts) Teddy Wilson (p) Allen Reuss (g) Milt Hinton (b) Gene Krupa (d) Billie Holiday (v)
1. Easy to Love
2. The Way You Look Tonight

21 de octubre de 1936. Nueva York.
7768:
1. With Thee I Swing
2. Who Loves You?

21 (primera) y 28 (segunda), de octubre de 1936. Nueva York.

7781: Irving ‘Mouse’ Randolph (tp) Vido Musso (cl) Ben Webster (ts) Teddy Wilson (p) Allen Reuss (g) Milt Hinton (b) Gene Krupa (d) Billie Holiday (v)
1. I Can't Give You Anything But Love
2. Sailing (Teddy Wilson)

19 de noviembre de 1936. Nueva York.

7789: Jonah Jones (tp) Benny Goodman (cl) Ben Webster (ts) Teddy Wilson (p)Allan Reuss (g) John Kirby (b) Cozy Cole (d) Billie Holiday (v)
1. Pennies from Heaven
2. That's Life I Guess

19 de noviembre de 1936. Nueva York.

#### Contexto
Estas tres sesiones fueron pródigas en calidad. Tanto Easy to love, That's Life I Guess, Pennies from Heaven o I Can't Give You Anything But Love gozan de una calidad interpretativa bastante elevada. En la primera sesión se unió al grupo Gene Krupa como sustituto del batería Cozy Cole. La primera canción de la sesión, Easy To Love, es abierta característicamente por Cole Porter y Billie Holiday altera ulteriormente la línea melódica en un estándar que fue compuesto ese mismo año. Billie lo grabaría de nuevo en 1952. El 19 de noviembre graban las tres pistas que conforman el último disco y la única pista vocal del penúltimo. Pennies From Heaven, un estándar jazzístico bastante popular en aquel tiempo, ofrece una introducción bastante descriptiva, la grabación es cerrada por Benny Goodman, al clarinete. I Can’t Give You Anything But Love es probablemente la mejor grabación hasta el momento y uno de los estándares más valorados.

## 1937

### Vocalion 3431 & 3440
Vocalion 3431, 3440 están compuestos por 2 pistas cada una en vinilo 78 RPM. Fueron grabados en una sesión.

#### Pistas
3431: Jonah Jones (tp) Edgar Sampson (cl)(as) Ben Webster (ts) Teddy Wilson (p) Allan Reuss (g) John Kirby (b) Cozy Cole (d) Billie Holiday (v)
1. One Never Knows, Does One?
2. I've Got My Love to Keep Me Warm

3440:
1. If My Heart Could Only Talk
2. Please Keep Me in Your Dreams

12 de junio de 1937. Nueva York.

### Brunswick 7824, 7824, 7840 & 7859
Brunswick 7824, 7824, 7840 & 7859 están compuestos por 2 pistas cada una en vinilo 78 RPM. Fueron grabados en dos sesiones.

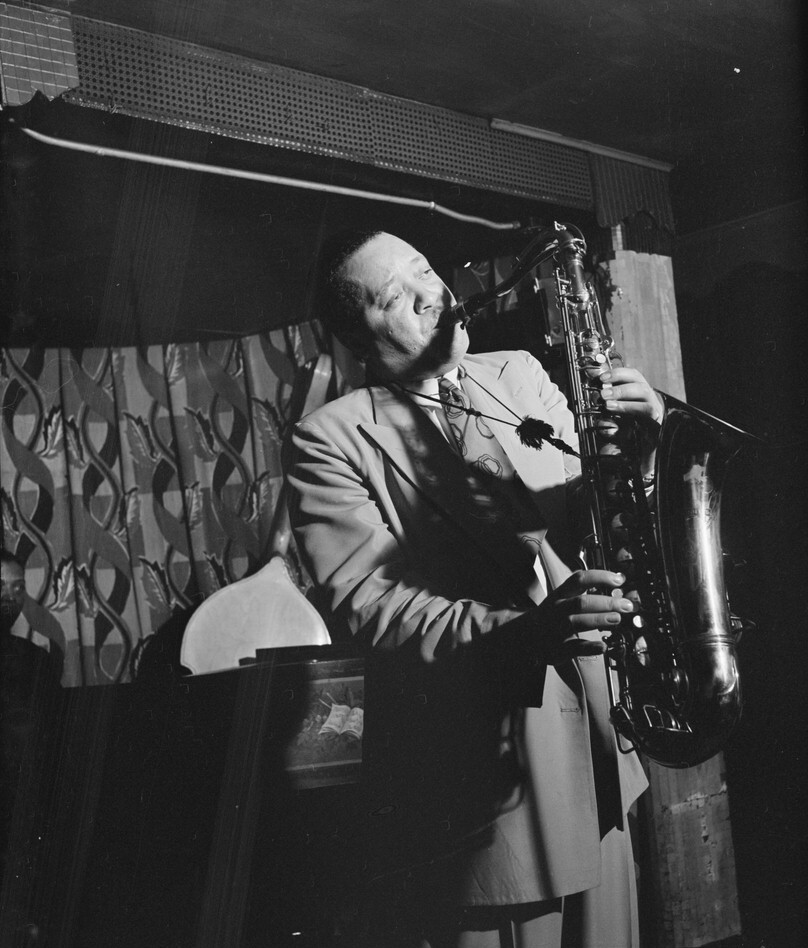
Lester Young, el saxofonista tenor de la primera sesión, sería uno de los acompañantes de Billie durante parte de su trayectoria para Columbia, y es considerado una de las figuras más importantes de la historia del Jazz.

#### Pistas
7824: Buck Clayton (tp) Benny Goodman (cl) Lester Young (ts) Teddy Wilson(p) Freddie Green (g) Walter Page (b) Jo Jones (d) Billie Holiday (v)
1. He Ain't Got Rhythm
2. This Year's Kisses

25 de enero de 1937. Nueva York. (Ver 7859)

7824: Henry ‘Red’ Allen (tp) Cecil Scott (cl)(as)(ts) Prince Robinson (cl)(ts) Teddy Wilson (p) Jimmy Mc Lin (g) John Kirby (b) Cozy Cole (d) Billie Holiday (v)
1. You Showed Me the Way
2. My Last Affair (This Is)

7840:
1. The Mood That I'm In
2. Sentimental and Melancholy

18 de febrero de 1937. Nueva York.

7859:
1. Why Was I Born?
2. I Must Have That Man

25 de enero de 1937. Nueva York. (Ver 7824)

#### Contexto
Es una de las mejores bandas hasta el momento. Lester Young graba por primera vez con Billie, y abre excelentemente This Year's Kisses; grabaría 50 veces adicionales con el sello Columbia. La integración de Wilson con Buck es absoluta. Why Was I Born?, con una calidad de grabación bastante más baja que el resto de pistas de la sesión, comienza con un solo de Buck y finaliza prontamente en ensemble. I Must Have That Man ofrece tres solos extraordinarios al final, ejecutados por Young seguido de Goodman y Buck. En el primer disco sólo figuran He Ain't Got Rhythm y This Year's Kisses, las dos pistas adicionales de la misma sesión se incluyen en el último disco.
En la siguiente sesión se graban estándares tan conocidos como My Last Affair, la mejor grabación de la sesión, con gran brillantez. The Mood That I'm In tiene una introducción muy extensa. 

### Brunswick 7867 & 7877
Brunswick 7867 & 7877 están compuestos por 2 pistas cada una en vinilo 78 RPM. Fueron grabados en dos sesiones.

#### Pistas
7867: Cootie Williams (tp) Johnny Hodges (as) Harry Carney (cl)(bs) Teddy Wilson (p) Alan Reuss (g) John Kirby (b) Cozy Cole (d) Billie Holiday (v)
1. Carelessly
2. How Could You?

7877:
1. Moanin' Low
2. Fine And Dandy (Teddy Wilson)

31 de marzo de 1937. Nueva York.

#### Contexto
La sesión del 31 de marzo coincide con la muerte de Clarence Halliday, el padre de Billie. Tanto Moanin' Low como Carelessly gozan de una calidad notable, pese a que en esta última el solo conclusivo de Cootie Williams a la trompeta sea exagerado. En Carelessly, Johnny Hodges abre elegantemente y Teddy lo acompaña. 

### Vocalion 3520 & 3543
Vocalion 3520, 3543 están compuestos por 2 pistas cada una en vinilo 78 RPM. Fueron grabados en dos sesiones.

#### Pistas
3520: Eddie Tompkins (tp) Buster Bailey (cl) Joe Thomas (as) Teddy Wilson (p) Carmen Mastren (g) John Kirby (b) Alphonse Steele (d) Billie Holiday (v)
1. Let's Call the Whole Thing Off
2. They Can't Take That Away from Me

3543:
1. Where Is the Sun?
2. I Don't Know If I'm Coming or Going

1 de abril de 1937. Nueva York.

#### Contexto
La calidad de esta sesión es algo inferior. They Can't Take That Away from Me sería grabada para Verve en 1957 con un resultado muy superior, al igual que Let’s Call The Whole Thing Off. Las demás pistas no tienen relevancia.

### Brunswick 7903, 7911, 7917 & 7926
Brunswick 7903, 7911, 7917 y 7926 están compuestos por 2 pistas cada una en vinilo 78 RPM. Fueron grabados en dos sesiones.

#### Pistas

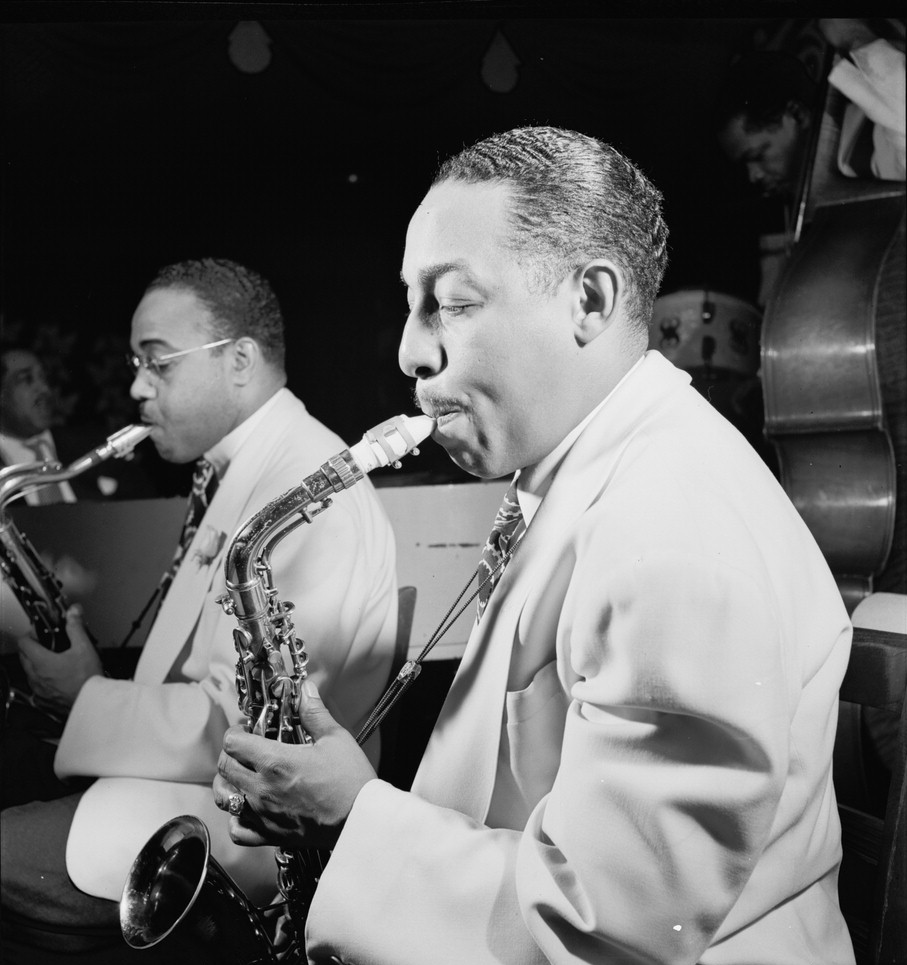
Johnny Hodges, el saxofonista alto de la primera sesión

7903: Buck Clayton (tp) Buster Bailey (cl) Johnny Hodges (as) Lester Young (ts) Teddy Wilson (p) Alan Reuss (g) Artie Bernstein (b) Cozy Cole (d) Billie Holiday (v)
1. I'll Get By
2. Mean to Me

11 de mayo de 1937. Nueva York.
7911: Buck Clayton (tp) Buster Bailey (cl) Lester Young (ts) Teddy Wilson (p) Freddie Green (g) Walter Page (b) Jo Jones (d) Billie Holiday (v)
1. Foolin' Myself
2. Easy Living

1 de junio de 1937. Nueva York.
7917:
1. Sun Showers
2. Yours and Mine

11 de mayo de 1937. Nueva York.
7926:
1. I'll Never Be the Same
2. I Found A New Baby (Teddy Wilson)

1 de junio de 1937. Nueva York.

#### Contexto
Es una excelente sesión con prodigios como I'll Never Be the Same o Easy Living que cuentan con los brillantes solos de Buster Bailey, Johnny Hodges y Teddy Wilson.

### Vocalion 3593, 3605, 3701 & 3748
Vocalion 3593, 3605, 3701 & 3748 están compuestos por 2 pistas cada una en vinilo 78 RPM. Fueron grabados en dos sesiones.

#### Pistas
3593: Buck Clayton (tp) Edmond Hall (cl) Lester Young (ts) James Sherman (p) Freddie Green (g) Walter Page (b) Jo Jones (d) Billie Holiday (v)
1. Me, Myself and I
2. Without Your Love

3605:
1. A Sailboat in the Moonlight
2. Born to Love

15 de junio de 1937. Nueva York.
3701: Buck Clayton (tp) Buster Bailey (cl) Lester Young (ts) Claude Thornhill (p)Freddie Green (g) Walter Page (b) Jo Jones (d) Billie Holiday (v)
1. Getting Some Fun out of Life
2. Who Wants Love?

3748:
1. Trav'lin' All Alone
2. He's Funny That Way

13 de septiembre de 1937. Nueva York.

#### Contexto
La segunda sesión cuenta con Bernie Hanighen como productor y goza de una calidad superior a la del 15 de junio. Probablemente, la grabación más destacada de las dos sesiones sea He's Funny That Way, que comienza con una introducción breve de la mano de Lester Young. Este estándar sería grabado 3 veces más, en 1944 (2 veces) y 1952, la última vez con una calidad muy superior. 

## 1938

### Brunswick 8008, 8015, 8053 & 8070
Brunswick 8008, 8015, 8053 & 8070 están compuestos por 2 pistas cada una en vinilo 78 RPM. Fueron grabados en dos sesiones.

#### Pistas
8008: Buck Clayton (tp) Prince Robinson (cl), Vido Musso (ts), Teddy Wilson (p) Allan Reuss (g) Walter Page (b) Cozy Cole (d) Billie Holiday (v)
1. My Man (Mon Homme)
2. Can't Help Lovin' Dat Man

8015:
1. Nice Work If You Can Get It
2. Things Are Looking Up

1 de noviembre de 1937. Nueva York.
8053 : Buck Clayton (tp) Benny Morton (tb) Lester Young (ts) Teddy Wilson (p) Freddie Green (g)Walter Page (b) Jo Jones (d) Billie Holiday (v)
1. My First Impression of You
2. If Dreams Come True

8070:
1. When You're Smiling
2. I Can't Believe That You're in Love

6 de enero de 1938. Nueva York.

#### Contexto
Una primera sesión de una calidad inestimable. Destacan My Man y Can’t Help Loving Dat Man. De la segunda, con la incorporación de Benny Morton, When You’re Smiling. My Man, un estándar bastante común, sería grabado en 1949 y 1953; en directo sería grabado 13 veces.

### Vocalion 3947, 4029, 4126, 4151, 4208 & 4238
Vocalion 3947, 4029, 4126, 4151, 4208 & 4238 están compuestos por 2 pistas cada una en vinilo 78 RPM. Fueron grabados en tres sesiones.

#### Pistas
3947: Buck Clayton (tp) Benny Morton (tb) Lester Young (ts) Teddy Wilson (p) Freddie Green (g)Walter Page (b) Jo Jones (d) Billie Holiday (v)
1. Now They Call It Swing
2. On the Sentimental Side

4029: 
1. Back in Your Own Backyard
2. When a Woman Loves a Man

12 de enero de 1938. Nueva York.
4126: Bernard Anderson (tp) Buster Bailey (cl) Babe Russin (ts) Claude Thornhill (p) John Kirby (b) Cozy Cole (d) Billie Holiday (v)
1. You Go To My Head
2. The Moon Looks Down and Laughs

4151: 
1. If I Were You
2. Forget If You Can

11 de mayo de 1938. Nueva York.
4208: Bernard Anderson (tp) Buster Bailey (cl) Babe Russin (ts) Claude Thornhill (p) Allan Reuss (g) John Kirby (b) Cozy Cole (d) Billie Holiday (v)
1. Having Myself a Time
2. Says My Heart

4238: 
1. I Wish I Had You
2. I'm Gonna Lock My Heart And Throw...

23 de junio de 1938. Nueva York.

#### Contexto
En la primera sesión, los músicos son los mismos a los de la sesión del 6 de junio para Brunswick. Destaca On the Sentimental Side con la introducción de Freddie Green a la guitarra que continuaría al fondo acompañando la voz de Billie. La segunda sesión es de mayor calidad, con estándares tan conocidos como You Go to My Head y grabaciones de excepcional calidad como If I Were You, compuesto ese mismo año por Fred Coots; sería interpretado por Billie adicionalmente en 1952 para el sello Mercury con mayor éxito.

### Bluebird B7759
Bluebird B7759 está compuesto por 2 pistas en vinilo 78 RPM. Fueron grabadas en una sesión, la posterior a Vocalion 4208 y Vocalion 4238.

#### Pistas
B7759: Chuck Peterson, John Best-Claude Bowen(tp) George Arus, Ted Vesely, Harry Rogers(tb) Artie Shaw(cl) Les Robinson, Hank Freeman(as)Tony Pastor, Ron Perry(ts) Lester Burness(p) Al Lavola(g) Sid Weiss(b) Cliff Leeman(d) Billie Holiday(v)
1. Any Old Time
2. Back Bay Shuffle (Art Shaw)

24 de julio de 1938. Nueva York.

#### Contexto
En esta sesión se grabarían 5 pistas en total, pero que no corresponden al B7759. La grabación goza de una buena calidad sonora pero no es de destacar.

### Vocalion 4396 & 4457
Vocalion 4396 & 4457 están compuestos por 2 pistas en vinilo 78 RPM. Fueron grabadas en una sesión.

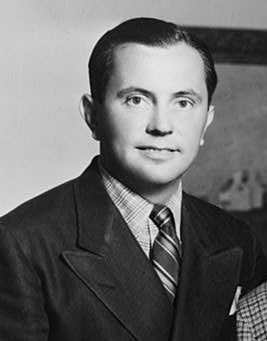
Vernon Duke, compositor de I Can't Get Started.

#### Pistas
4396: Buck Clayton (tp) Dickie Wells (tb) Lester Young (cl)(ts) Margaret ‘Queenie’ Johnson (p) Freddie Green (g) Walter Page (b) Jo Jones (d) Billie Holiday (v)
1. I've Got a Date with a Dream
2. You Can't Be Mine

4457 :
1. The Very Thought of You
2. I Can't Get Started

15 de septiembre de 1938. Nueva York.

#### Contexto
Una de las mejores sesiones de Billie, y probablemente la mejor para el sello Vocalion. Los solos de Lester, tanto el de I Can't Get Started como el de I've Got a Date with a Dream son muy destacables. The Very Thought of You es un legado que sentaría un precedente en su carrera.

### Brunswick 8259, 8265, 8270, 8281 & 8283
Brunswick 8259, 8265, 8270, 8281 & 8283 están compuestos por 2 pistas en vinilo 78 RPM. Fueron grabadas en tres sesiones.

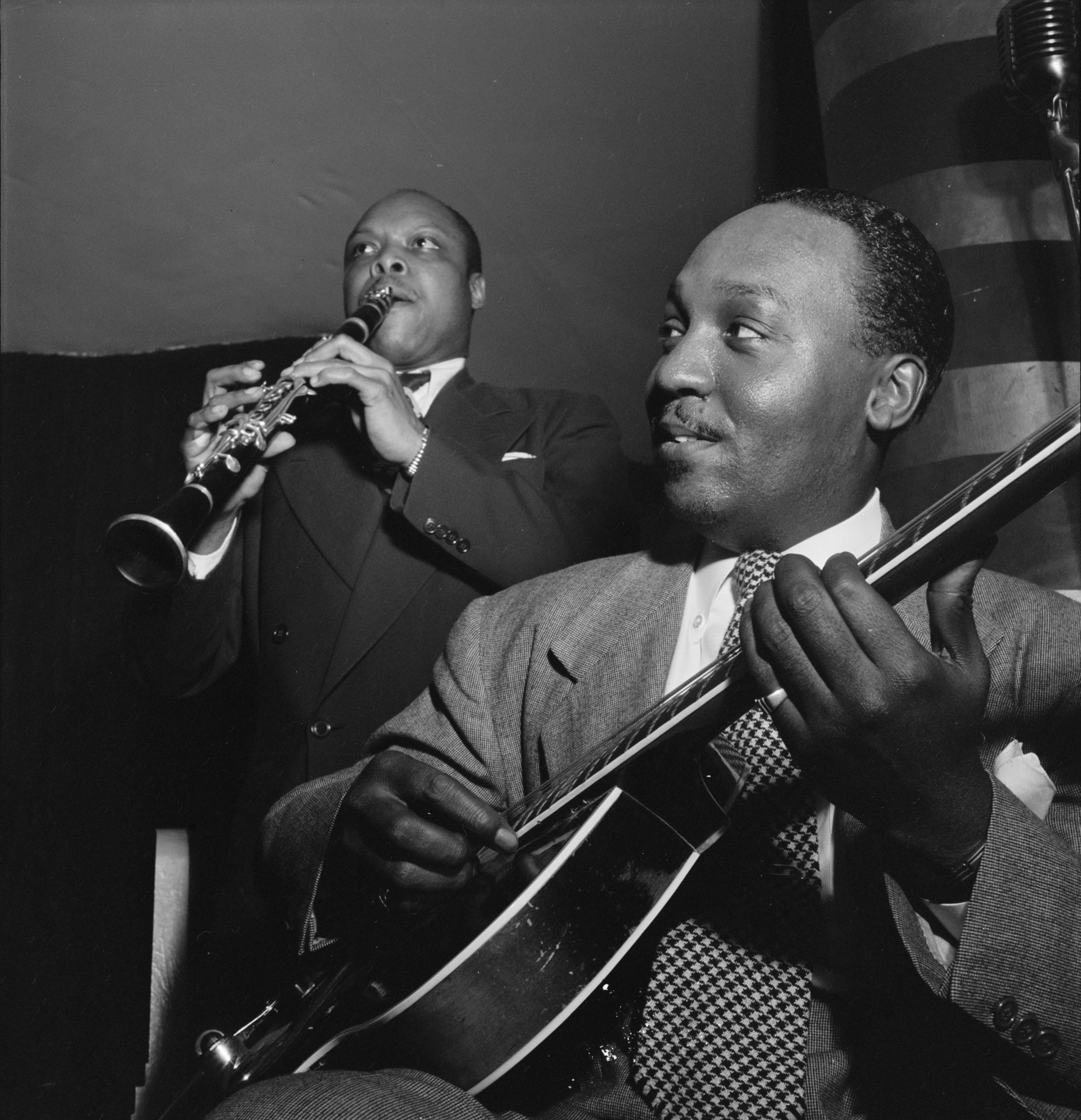
El guitarrista de estas sesiones, Al Casey, con el clarinetista Eddie Barefield en el Café Society de Nueva York. Billie Holiday actuaría en él en la primera sesión en diciembre de 1938 y en las sucesivas.

#### Pistas
8259: Harry James (tp) Benny Morton (tb) Edgar Sampson Benny Carter (as) Lester Young Herschel Evans (ts) Teddy Wilson (p) Al Casey (g) Walter Page (b) Jo Jones (d) Billie Holiday (v)
1. Everybody's Laughing
2. Here It Is Tomorrow Again

31 de octubre de 1938, Nueva York.
8265:
1. April in My Heart
2. I'll Never Fail You

8270:
1. Say It with a Kiss
2. They Say

9 de noviembre de 1938, Nueva York.
8281: Bobby Hackett (cornet) Trummy Young (tb) Toots Mondello, Ted Buckner (as) Bud Freeman, Chu Berry (ts) Teddy Wilson (p) Al Casey (g) Milt Hinton string (b) Cozy Cole (d) Billie Holiday (v)
1. You're Gonna See a Lot of Me
2. Hello My Darling

8283:
1. You're So Desirable
2. Let's Dream in the Moonlight

28 de noviembre de 1938, Nueva York.

#### Contexto
Quizás las dos grabaciones más destacadas sean You’re Gonna See A Lot Of Me y Let’s Dream In The Moonlight de la última sesión. Los arreglos de las canciones de estas tres sesiones incluyen 6 trompas, un número bastante atípico que condiciona la sonoridad negativamente. Teddy Wilson se reincorpora a estas sesiones como pianista tras su ausencia en las 4 sesiones previas. 

## 1939

### Vocalion 4631

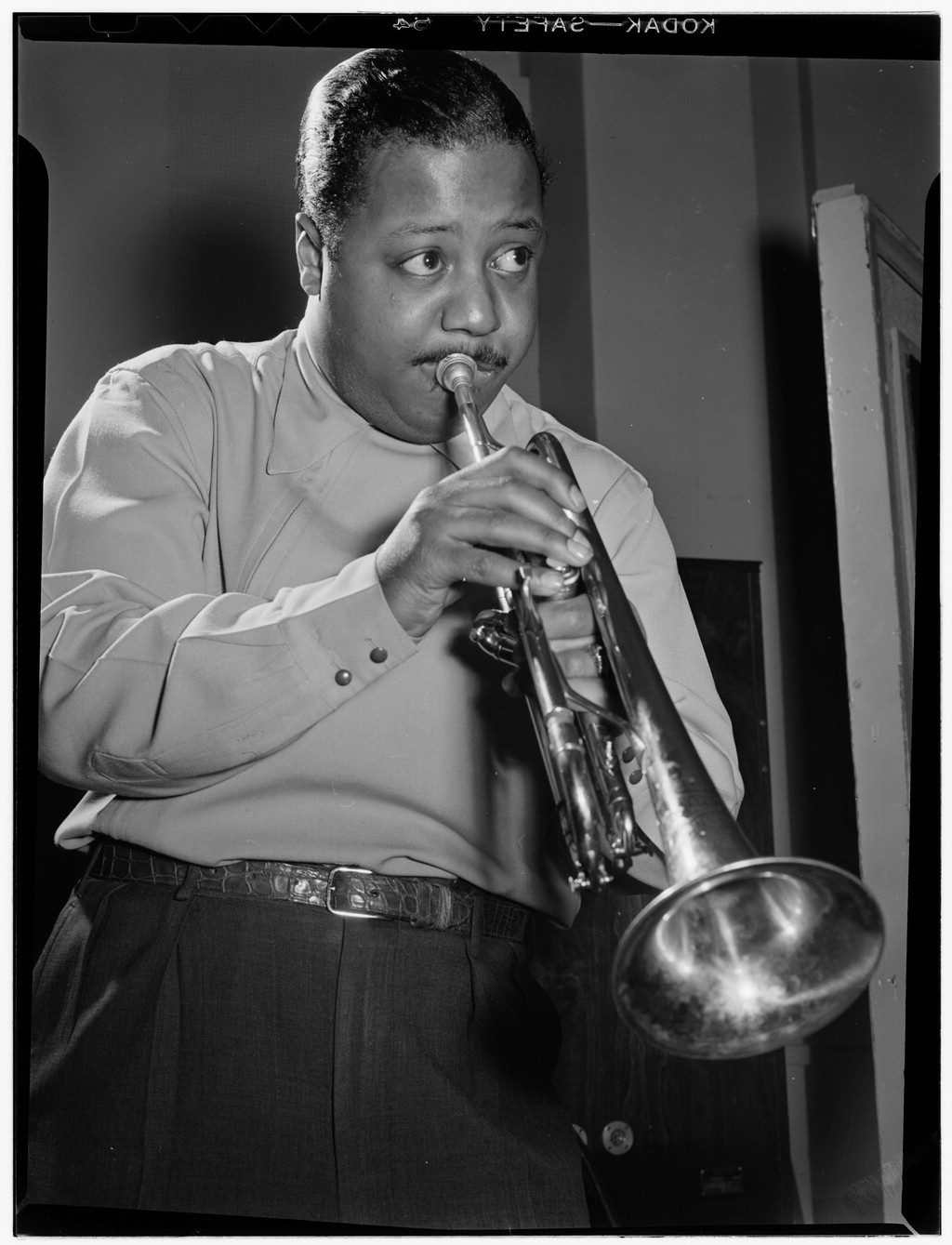
Charlie Shavers 7 años después

Vocalion 4631 está compuesto por 2 pistas en vinilo 78 RPM.

#### Pistas
4631: Charlie Shavers (tp) Tyree Glenn (tb) Chu Berry (ts) Sonny White (p) Al Casey (g) John Williams (b) Cozy Cole (d) Billie Holiday (v)
1. That's All I Ask of You
2. Dream of Life

20 de enero de 1939, Nueva York.

#### Contexto
Para la primera sesión del año se cuenta con un grupo más reducido de músicos que el de la sesión previa, quizás más manejable para Billie, la sonoridad y la calidad interpretativa son muy superiores. Ambas pistas son destacables. El trompetista Charlie Shavers se incorporaría por primera vez a un conjunto con Billie y grabaría hasta 32 pistas más. El solo del saxofonista Berry del entremedio de That's All I Ask of You goza de buena calidad y su introito en Dream of Life es característico, además del solo central de Sonny White quien por estas fechas, y desde el mes pasado, en las presentaciones de Billie en el club nocturno neoyorquino Café Society sería acompañante.

### Brunswick 8314 & 8319
Brunswick 8314 & 8319 están compuestos por 2 pistas en vinilo 78 RPM.

#### Pistas
8314: Roy Eldridge (tp) Ernie Powell (cl) (ts) Benny Carter (as) (ts) Teddy Wilson (p) Danny Barker(g) Milt Hinton string (b) Cozy Cole (d) Billie Holiday (v)
1. What Shall I Say?
2. It's Easy to Blame the Weather

8319:
1. More Than You Know
2. Sugar (That Sugar Baby of Mine)

30 de enero de 1939, Nueva York.

### Vocalion 4783 & 4834
Vocalion 4783 & 4834 están compuestos por 2 pistas en vinilo 78 RPM.

#### Pistas

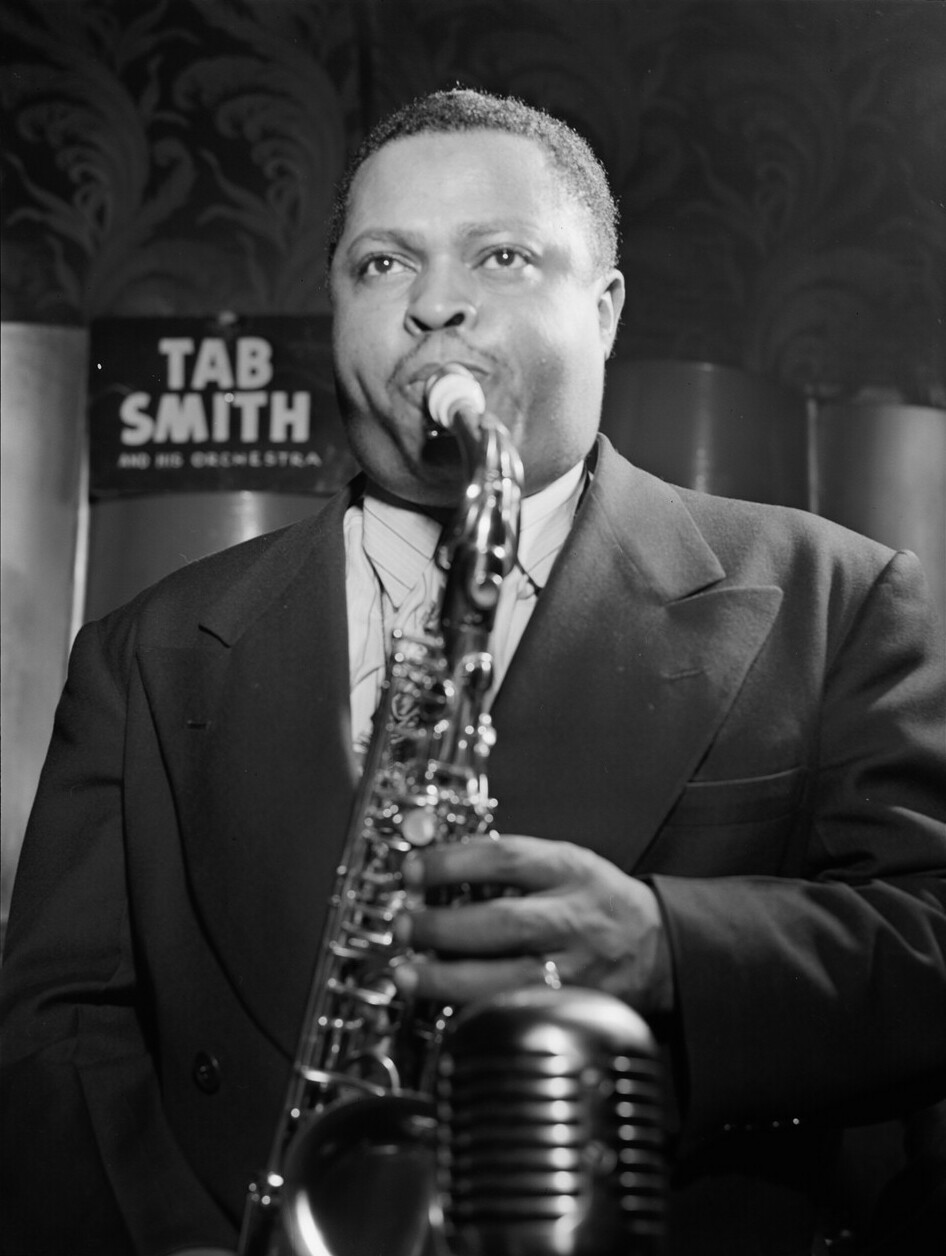
Tab Smith, compositor junto a Billie de Everything Happens for the Best y saxofonista de esta sesión.

4786:‘ Hot Lips’ Page (tp) Tab Smith (ss, as) Kenneth Hollon, Stanley Payne (ts) Kenny Kersey (p) Jimmy McLin (g) John Williams (b) Eddie Dougherty (d) Billie Holiday (v)
1. Under a Blue Jungle Moon
2. Everything Happens for the Best

4834:
1. You're Too Lovely to Last
2. Why Did I Always Depend on You?

21 de marzo de 1939, Nueva York.

#### Contexto
En esta sesión se grabarían 5 pistas, las cuatro (típicas) de estas dos publicaciones y una extra, Long Gone Blues, que sería editada ulteriormente en Columbia 37586. Son destacadas Under A Blue Jungle Moon y You're Too Lovely to Last. Everything Happens for the Best es una composición de la propia Billie junto al saxofonista Tab Smith (ejecutante de su solo inicial en saxo soprano, instrumento inusual). Ninguna de las pistas son estándares del jazz y en general es una sesión inusual por el uso de 4 trompas. 

### Commodore 526 & 527
Commodore 526 & 527 están compuestos por 2 pistas en vinilo 78 RPM.

#### Pistas
526: Frank Newton (tp) Tab Smith (as) Kenneth Hollon e Stanley Payne (ts) Sonny White (p) Jimmy McLin (g) John Williams (b) Eddie Dougherty (d) Billie Holiday (v)
1. Strange Fruit
2. Fine And Mellow

527:
1. Yesterdays
2. I Gotta Right To Sing the Blues

20 de abril de 1939, Nueva York.

#### Contexto
Esta sesión es destacada por su baja calidad sonora; probablemente fruto del exiguo poder adquisitivo del sello Commodore que impedía adquirir equipo técnico de calidad, a la altura de otras discográficas. No obstante, todas las pistas serían importantes estándares del jazz, como Fine And Mellow, compuesta por Billie la noche anterior a esta sesión, o Strange Fruit y Yesterdays. Todos los músicos a excepción del pianista (y amigo) Sonny White serían nuevos. Fine and Mellow sería grabada 11 veces en vivo, esta vez en estudio pero sin demasiados alardes interpretativos y con un limitado melodiocismo vocal; la más destacada de ellas y una de las mejores grabaciones de su carrera sería realizada en el programa televisivo The Sound of Jazz de la CBS en 1957.

## 1940

### Vocalion 5021, 5129, 5302, 5377, 5609 & 5481
Vocalion 5021, 5129, 5302, 5377, 5609 & 5481 están compuestos por 2 pistas en vinilo 78 RPM.

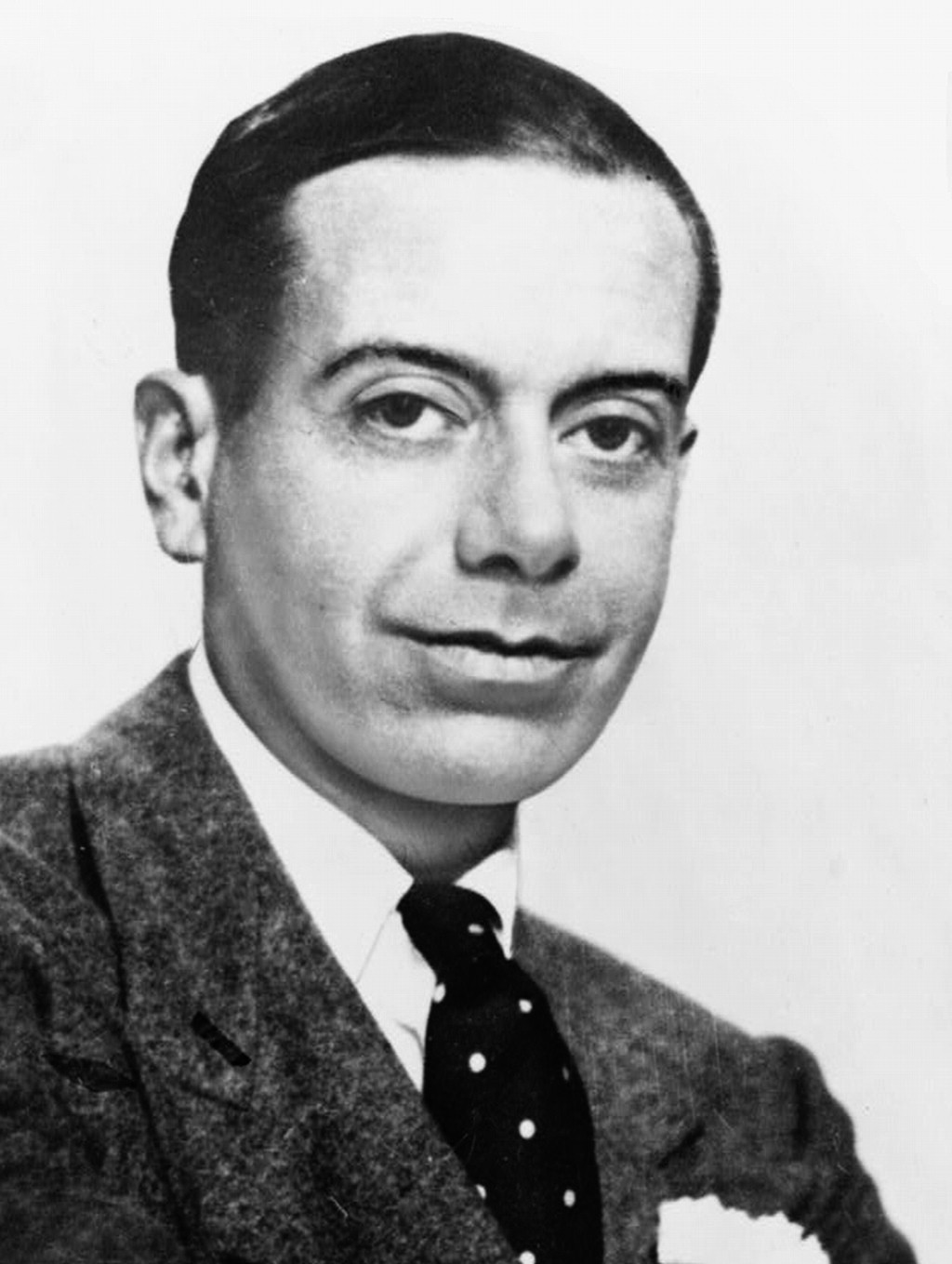
Cole Porter, el compositor de Night And Day, uno de los más importantes estándares de Jazz, compuesto en 1933.

#### Pistas
5021: Charlie Shavers (tp) Tab Smith (ss) (as) Kenneth Hollon, Stanley Payne (ts) Sonny White (p) Bernard Addison (g) John Williams (b) Eddie Dougherty (d) Billie Holiday (v)
1. Some Other Spring
2. Them There Eyes

5129:
1. Our Love Is Different
2. Swing, Brother, Swing

5 de julio de 1939.
5302: Buck Clayton, Harry `Sweet` Edison (tp) Earle Warren (as) Lester Young (ts) Jack Washington (as)(bs) Joe Sullivan (p) Freddie Green (g) Walter Page (b) Jo Jones (d) Billie Holiday (v)
1. You're Just a No Account
2. You're A Lucky Guy

5377:
1. Night and Day
2. The Man I Love

13 de diciembre de 1939.
5609: Roy Eldridge (tp) Jimmy Powell, Carl Frye (as) Kermit Scott (ts) Sonny White (p) Lawrence Lucie(g) John Williams (b) Harold ‘Doc’ West (d) Billie Holiday (v)
1. Ghost of Yesterday
2. Falling in Love Again

5481:
1. Body and Soul
2. What Is This Going to Get Us?

29 de febrero de 1940.

#### Contexto
Es el set de grabaciones continuadas de Vocalion más importante y quizás el más importante de su carrera. Hay estándares muy importantes e interpretaciones de una calidad inestimable como Night and Day, Falling in Love Again y Body and Soul. Todas las pistas son destacadas a excepción de Swing, Brother, Swing. Night and Day es una versión muy alejada musicalmente de la original de Cole Porter de 1932, jamás escuchada antes por Billie. En Some other Spring, estándar declarado uno de los favoritos de Billie, destaca el solo central pianístico de Sonny White. En la segunda sesión, ya con Lester, Night And Day sentaría un precedente importante en su carrera; todos los músicos tocan en ensemble salvo un breve interludio de Joe Sullivan al piano para retomar nuevamente con la parte vocal, Billie muestra una vez más su capacidad improvisatoria. Man I love también es destacada pero el exceso de metales afecta negativamente a la sonoridad, posee un importante solo central de Lester. De la tercera sesión son destacables Body and Soul, el estándar más importante del Jazz, el dramatismo (y mejor calidad sonora) de Ghost of Yesterday y el solo central de Eldridge en Falling in Love Again.

## 1941

### OKeh 5719, 5806, 5831, 5991, 6064, 6134, 6214, 6270, 6369 & 6451
OKeh 5719, 5806, 5831, 5991, 6064, 6134, 6214, 6270, 6369 & 6451 están compuestos por 2 pistas en vinilo 78 RPM. Fueron grabados en 8 sesiones. 

#### Pistas
5719: Roy Eldridge (tp) Bill Bowen, Joe Eldridge (as) Kermit Scott, Lester Young (ts) Teddy Wilson (p) Freddie Green (g) Walter Page (b) J.C. Heard (d) Billie Holiday (v)
1. Tell Me More and More and Then Some...
2. Laughing at Life

7 de junio de 1940. Nueva York. (Ver 5991)

5806: Roy Eldridge (tp) Don Redman, Georgie Auld (as) Don Byas, Jimmy Hamilton (ts) Teddy Wilson (p) John Collins (g) Al Hall (b) Kenny Clarke (d) Billie Holiday (v)
1. It's The Same Old Story
2. Practice Makes Perfect

5831:
1. I'm All for You
2. I Hear Music

12 de septiembre de 1940. Nueva York. 

5991: (como Okeh 5719)
1. I'm Pulling Through
2. Time on My Hands

7 de junio de 1940. Nueva York. (Ver 5719)

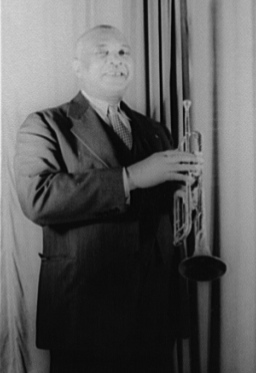
William Christopher Handy, el compositor de St. Louis Blues; interpretada por Billie el 15 de octubre de 1940

6064: Bill Coleman (tp) Benny Morton (tb) Benny Carter (cl)(as) Georgie Auld (ts) Sonny White (p) Ulysses Livingstone (g) Wilson Myers (b) Yank Porter (d) Billie Holiday (v)
1. St. Louis Blues
2. Loveless Love

15 de octubre de 1940. Nueva York. 

6134: Shad Collins (tp) Leslie Johnakins, Eddie Barefield (as) Lester Young (ts) Eddie Heywood (p) John Collins (g) Ted Sturgis (b) Kenny Clarke (d) Billie Holiday (v)
1. Let's Do It
2. Georgia on My Mind

6214:
1. Romance in the Dark
2. All of Me

21 de marzo de 1941. Nueva York.

6270:
1. God Bless the Child
2. (In My) Solitude

9 de mayo de 1941 (I'm in a Low-Down Groove Mood publicado en OKeh 6451 y Columbia 37586 para Am I Blue?, ambas del 9 de mayo). Nueva York.

6369: Emmett Berry (tp) Jimmy Hamilton (cl) (ts) Hymie Schertzer (as) Babe Russin (ts) Teddy Wilson (p) Al Casey (g) John Williams (b) JC Heard (d) Billie Holiday (v)
1. Jim
2. Love Me or Leave Me

6451:
1. I'm in a Low-Down Groove Mood
2. Gloomy Sunday

7 de agosto de 1941 (ver OKeh 6270 y Columbia 37493) . Nueva York.

#### Contexto
Es un set muy importante. Lo más destacado del conjunto probablemente sea el estándar All of Me, uno de los más importantes del Jazz, compuesto por el neoyorquino Gerald Marks junto a Seymour Simons en 1931. De la primera sesión, del 7 de junio, con un conjunto instrumental más suave y un arreglo más intimista, destaca Time On My Hands con su curioso solo inicial por Eldridge y el breve intermedio de Teddy Wilson. De la segunda sesión son importantes las intervenciones a la trompeta de Eldridge en I’m All For You. Para la tercera, tanto St Louis Blues, la más popular composición del blues, como Loveless Love, son importantes éxitos en su carrera. En la cuarta, del 21 de marzo, ya de 1941, todos los estándares escogidos son de suma importancia, especialmente All Of Me, muy interpretada por Billie en los directos, y Georgia On My Mind, popularizada por Ray Charles en la década de los 60. De la sesión del 9 de mayo, destacan God Bless the Child, compuesta por la propia Billie en 1939 e interpretada por primera vez, y reinterpretada más tarde por artistas como Ella Fitzgerald (1982) o Aretha Franklin (1962); también es importante Solitude, grabada en estudio 2 veces más, y la lírica Am I Blue?, que sería publicada más tarde en Columbia 37586 al igual que Low-Down Groove Mood lo sería en OKeh 6451. De la última sesión del set, con una reincorporación de Teddy al piano, destacan Love Me or Leave Me, de la que destacaría la versión ulterior de Nina Simone, por el interludio de Babe Russin al saxo; y I'm in a Low-Down Groove Mood, uno de los éxitos más importantes de su carrera. I Cover The Waterfront sería incluido en Columbia 37493 y Gloomy Sunday sería grabada con un tempo muy lento.

## 1942

### Columbia 37493
Columbia 37493 se compone de 2 pistas en vinilo 78 RPM.

#### Pistas
37493: Emmett Berry (tp) Jimmy Hamilton (cl) Hymie Schertzer (as) Babe Russin (ts) Teddy Wilson (p) Gene Fields (g) John Williams (b) JC Heard (d) Billie Holiday (v)
1. I Cover The Waterfront (como Okeh 6369)
2. Until The Real Thing Comes Along

7 de agosto de 1941 (I Cover The Waterfront) y 10 de febrero de 1942 (ver Harmony 1075 y Columbia CL 6163 en 1951). Nueva York.

#### Contexto
En esta sesión, la del 10 de febrero de 1942, serían grabadas 4 pistas. En Columbia 37493 se publica una pista de la sesión inmediatamente anterior y una pista de esta sesión. Las demás grabaciones de esta sesión se incluirían subsiguientemente en Harmony 1075 y un LP en 1951. Destacan todas las pistas a excepción de Wherever You Are. 

### Harmony 1075
Harmony 1075 se compone de 2 pistas en vinilo 78 RPM.

#### Pistas
1075: (como Columbia 37493)
1. Wherever You Are
2. It's a Sin to Tell a Lie

10 de febrero de 1942. Nueva York. (ver Columbia 37493)

### Contexto
Con dos pistas grabadas en la sesión previa, destaca especialmente It's a Sin to Tell a Lie por el solo de Babe Russin al saxo tenor.

## 1943
No hay grabaciones en este año.

## 1944

### Commodore C-553, 559, 569, 585 & 614
Commodore C-553, 559, 569, 585 & 614 se componen cada uno de 2 pistas en vinilo 78 RPM.

#### Pistas
C-553: Doc Cheatham (tp) Lem Davis (as) Vic Dickenson (tb) Eddie Heywood (p) John Simmons (b) Sid Catlett (d) Billie Holiday (v)
1. I’ll Be Seeing You
2. I’ll Get By

559: (como C-553)
1. I Cover The Waterfront
2. Lover Come Back To Me

569: Freddie Webster (t) Lem Davis (as) Vic Dickenson (tb) Eddie Heywood (p) John Simmons (b) Big Sid Catlett (d) Billie Holiday (v)
1. He’s Funny That Way
2. How Am I to Know

585: (como C-553)
1. I’m Yours
2. My Old Flame

614: (como C-569)
1. Billie’s Blues (I Love My Man)
2. On The Sunny Side of The Street

1 de abril de 1944. Nueva York.

#### Contexto
Se trata de un conjunto de 3 sesiones de grabación, del 25 de marzo, el 1 de abril y el 8 de abril. Es prominente, especialmente, por las interpretaciones de I Cover The Waterfront, He’s Funny That Way y Lover Come Back To Me. En He’s Funny That Way destaca el acompasamiento entre Billie y Lem Davis, al saxo alto. En Lover Come Back To Me, estándar de carácter marcadamente rítmico, destaca su solo pianístico, que ejecuta Eddie Heywood con gran virtuosismo.

### Decca 23391, 23463, 23483, 23565, 23676, 23853, 23957 & 24138
Decca 23391, 23463, 23483, 23565, 23676, 23853, 23957 & 24138 se componen cada uno de 2 pistas en vinilo 78 RPM.

#### Pistas
23391: 
1. Lover Man
2. That Old Devil Called Love

23463: 
1. Big Stuff
2. Fancy Free (instrumental)

23483: 
1. No More
2. You Better Go Now

23565:
1. Don't Explain
2. What Is This Thing Called Love?

23676:
1. Good Morning Heartache
2. No Good Man

23853:
1. There Is No Greater Love
2. Solitude

23957:
1. Baby,  I Don't Cry over You
2. I'll Look Around

24138:
1. Deep Song
2. Easy Living